# Vuelo 631 de Korean Air
El vuelo 631 de Korean Air fue un vuelo internacional regular de pasajeros que operaba desde el Aeropuerto Internacional de Incheon, cerca de Seúl (Corea del Sur), hasta el Aeropuerto Internacional de Mactán-Cebú (Gran Cebú), Filipinas. El 23 de octubre de 2022, el Airbus A330-300 que operaba este vuelo se salió de la pista al aterrizar en Cebú debido a una falla en el sistema hidráulico.A pesar de que los informes lo describieron como "casi una tragedia", todos los pasajeros y miembros de la tripulación sobrevivieron sin lesiones.
Como consecuencia del accidente el avión sufrió daños irreparables y fue dado de baja, lo que supuso también la decimocuarta pérdida de casco de un Airbus A330 en todo el mundo.
El accidente provocó la primera pérdida del casco de un avión de Korean Air desde que el vuelo 8509 de Korean Air Cargo se estrelló en Great Hallingbury, Reino Unido, casi 23 años antes.

## Aeronave y tripulación

### Aeronave
La aeronave accidentada era un Airbus A330-322 de 24 años, con número de serie del fabricante 219 y matriculado como HL7525. El avión voló por primera vez el 12 de mayo de 1998 y se entregó nuevo a Korean Air el 26 de junio de 1998.El avión estaba propulsado por dos motores Pratt & Whitney PW4168.

### Tripulación
El capitán a bordo, cuyo nombre no se ha dado a conocer, tenía 52 años y acumulaba 13.043 horas de vuelo, de las cuales 9.285 fueron en el A330. El primer oficial, también cuyo nombre no se ha dado a conocer, tenía 37 años y acumulaba 1.603 horas de vuelo, de las cuales 1.035 fueron en el A330.

## Accidente
El vuelo despegó de Seúl a las 19:20 KST (10:20 UTC) y tenía previsto aterrizar en Cebú a las 22:00 PHT (14:00 UTC). Aproximadamente a las 22:12 PHT (14:12 UTC), el KE631 se encontraba en aproximación final a la pista 22 de Mactan-Cebú cuando realizó una maniobra de aproximación frustrada. Un segundo intento de aterrizaje a las 22:26 resultó infructuoso; sin embargo, el avión aterrizó brevemente. Posteriormente, la aeronave voló en círculos al noreste de Cebú durante aproximadamente 30 minutos antes de realizar una tercera aproximación. En el tercer intento, la aeronave aterrizó con éxito a las 23:08, pero no pudo detenerse en la pista.
El avión continuó más allá del final de la pista y chocó contra un conjunto de luces del sistema de aterrizaje instrumental antes de detenerse 300 metros (980 pies; 330 yardas) más allá del umbral de la pista.Según relatos de testigos presenciales, "el conjunto de luces del sistema de aterrizaje instrumental se extendió sobre las alas del avión una vez que este se detuvo en el pantano".
Los informes meteorológicos indicaron que la velocidad del viento era de 9 nudos (16,7 km/h; 10,4 mph) desde el suroeste a 220 grados.Al aterrizar el avión en la pista 22, había un viento en contra de 9 nudos. La visibilidad era de 8,000 metros (8 km, 5 millas) en el momento del accidente, con tormentas eléctricas y lluvia en la zona; no hubo informes de rayos. Había nubes cumulonimbus dispersas a 5,900 pies (1,800 m) y cielo nublado a 30,000 pies (9,000 m) sobre Cebú.Otros aviones decidieron desviarse debido al clima antes de los intentos de aterrizaje del KE631, pero no hay información sobre el lapso de tiempo entre las otras desviaciones y el vuelo de Korean Air.

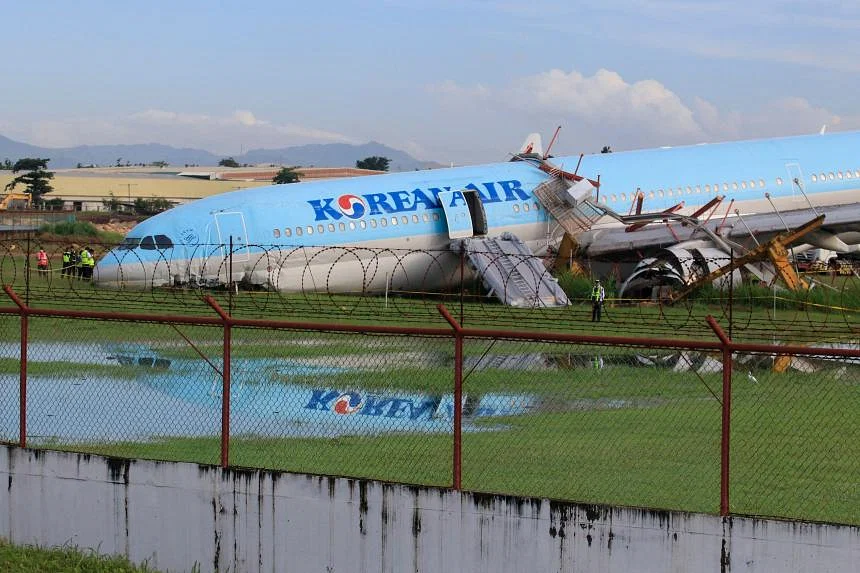
Estado de la aeronave luego del accidente.

## Consecuencias
Como resultado del accidente, los vuelos a Cebú se vieron obligados a regresar a su aeropuerto de origen, desviados al Aeropuerto Internacional Francisco Bangoy en Dávao o al Aeropuerto Internacional Ninoy Aquino en Manila.Más de 100 vuelos fueron cancelados.
Korean Air publicó una disculpa en su cuenta de Instagram, afirmando: "Se realizará una investigación exhaustiva junto con las autoridades de aviación locales y las autoridades coreanas para determinar la(s) causa(s) de este evento". 
Los comentaristas señalaron que "hay muchas preguntas sin respuesta", incluido por qué la tripulación de vuelo de este vuelo decidió intentar el aterrizaje cuando ningún otro piloto lo consideró seguro.Los informes noticiosos señalaron las similitudes con accidentes anteriores en Korean Air que fueron causados por un error del piloto y la histórica cultura de seguridad de la aerolínea.

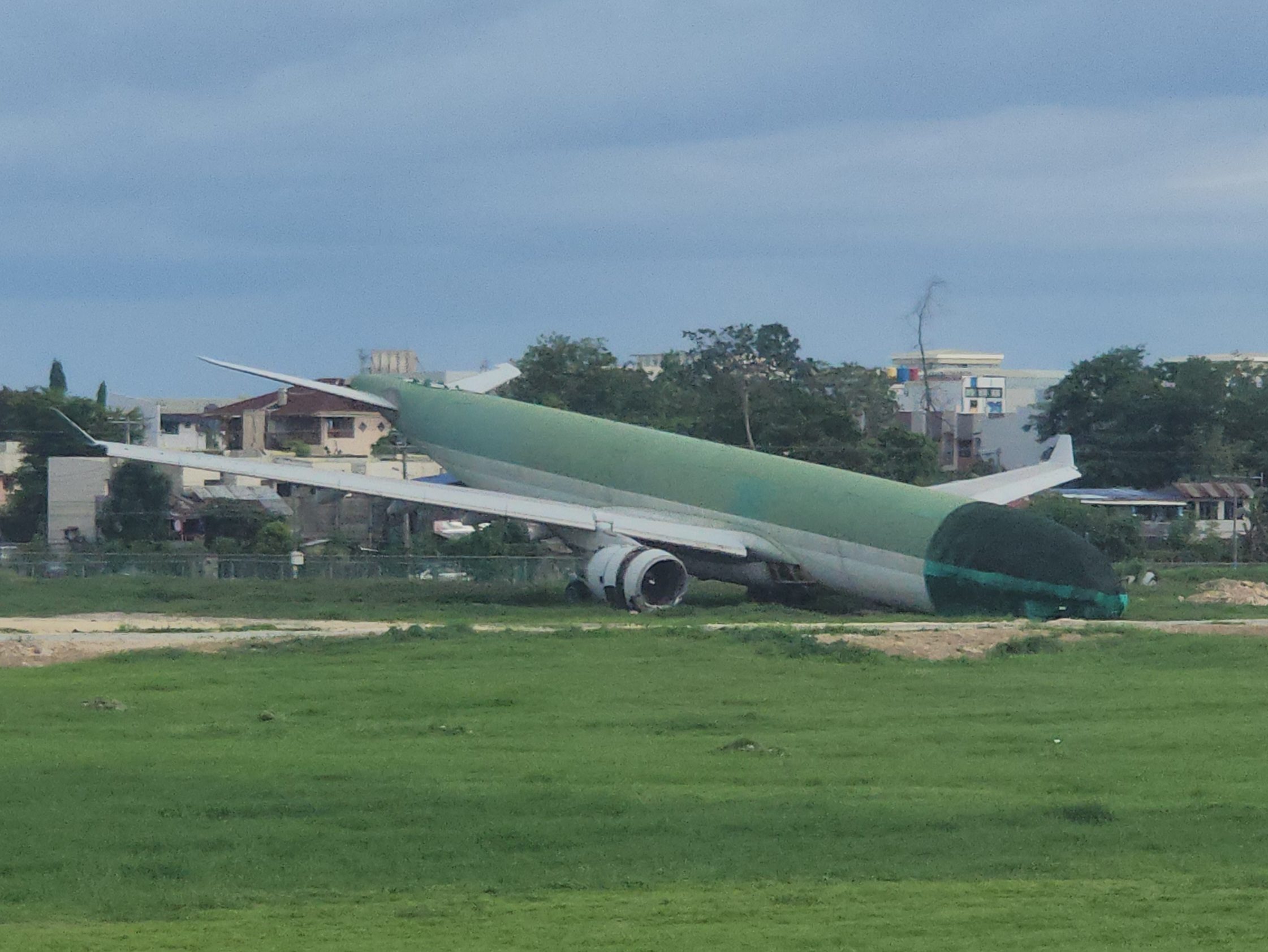
Las consecuencias del HL7525, tras ser desguazado.

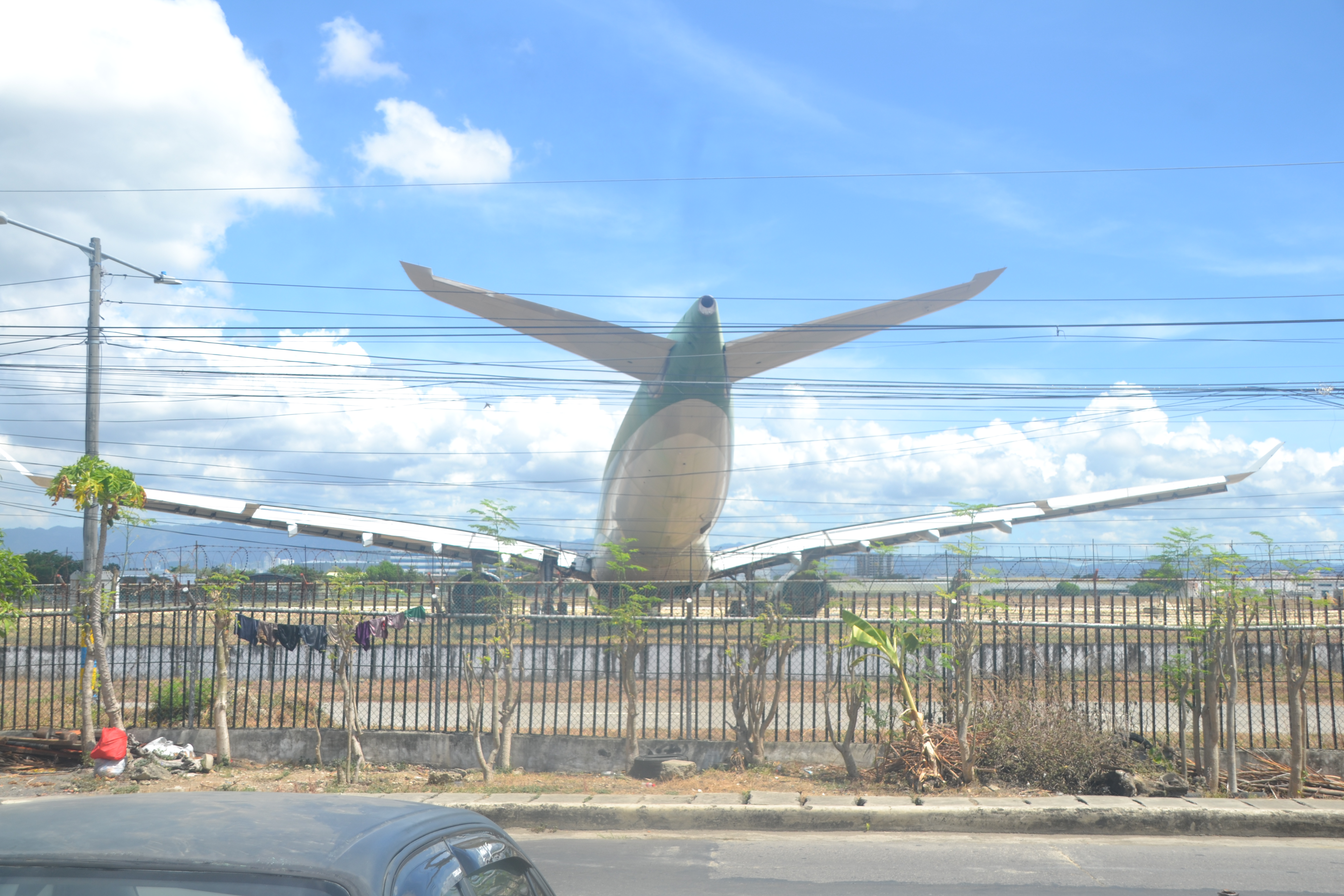
Primer plano de la parte trasera del HL7525 como se ve en Mactan Aviation Road.

Después de otro incidente en el que un motor de otro Airbus A330 de Korean Air falló después del despegue, Korean Air anunció que dejará en tierra toda su flota de Airbus A330, a la espera de una auditoría de seguridad.
Desde el 31 de octubre de 2022, Korean Air cambió el número de vuelo de ruta Seúl – Cebú de KE631 a KE615. El vuelo de regreso a Seúl, KE632, también se cambió a KE616.
Durante un tiempo, el HL7525 permaneció al final de la pista, sin su librea, logotipo ni estabilizador vertical. Tras dos meses de construcción de una carretera para remolcar la aeronave, el HL7525 fue remolcado hasta la esquina sur del aeródromo, donde se encuentra el casco casi completo.

## Investigación
El accidente fue investigado por la Autoridad de Aviación Civil de Filipinas (CAAP), con la asistencia de 40 oficiales de la Oficina Coreana de Aviación Civil (KOCA) que llegaron a Bohol después del accidente.

### Informe preliminar
El 24 de octubre de 2022, las autoridades filipinas y el Ministerio de Tierras, Infraestructura y Transporte de Corea (MOLIT) publicaron un informe preliminar que concluía que una falla hidráulica había causado la falla de los frenos de la aeronave.
El 25 de octubre de 2022, se informó que el capitán del vuelo declaró que sufrieron un aterrizaje brusco en su segunda aproximación debido a la cizalladura del viento que los obligó a descender. Durante la siguiente maniobra de aproximación frustrada, se encendió una luz de advertencia sobre los frenos. Por lo tanto, la tripulación declaró una emergencia. En el tercer intento de aterrizaje, se encendió una luz de advertencia sobre la presión de los frenos y los pilotos no pudieron reducir la velocidad de la aeronave.

### Informe provisional
El 23 de octubre de 2023, la CAAP publicó la primera declaración provisional, indicando que el borrador del informe de investigación se encontraba en su etapa final de preparación. El 22 de octubre de 2024, la CAAP publicó la segunda declaración provisional, indicando que el borrador del informe final se había enviado a todos los representantes acreditados interesados.

### Informe final
El 15 de marzo de 2025, la CAAP publicó el informe final sobre el accidente, que enumera tres causas principales del incidente (las tres ocurrieron en la segunda aproximación que resultó en otra vuelta antes del tercer aterrizaje final):
1. El control de cabeceo hacia adelante del piloto provocó el contacto con el suelo antes de la pista
2. Aumento del factor de viento vertical
3. El tren de aterrizaje principal derecho golpeó un escalón de 15 cm del borde de cemento de la pista 22, lo que provocó daños en el tren de aterrizaje y la posterior pérdida de la mayor parte de los medios de desaceleración.

Los factores causantes que contribuyeron fueron tres:
1. Pérdida de spoilers y reversores
2. Fallo del sistema de frenos de la aeronave
3. Deficiencia en el procedimiento operativo y de alerta de la tripulación de Airbus en relación con la falla hidráulica de bajo nivel azul.[1]